# 매직키드 마수리
《매직키드 마수리》는 2002년 2월 18일부터 2004년 2월 27일까지 방송되었던 어린이 드라마이다. 아동용이라 보기는 다크판타지에 가까운 내용이 많다.

## 개요
드라마는 KBS 2TV를 통해 2002년 2월 18일부터 2004년 2월 27일까지 2년 10일간 방송했다. 총 496화분을 방송하였으며, 전작 요정 컴미와 함께 더불어 방송 당시 2030 세대와 청소년, 어린이들로부터 인기를 얻었으며, 평균 시청률 15%를 달성하면서 전작 요정 컴미랑 더불어서 최장 기간 동안 방송하였지만, 한편으로는 어린이 드라마의 마지막 르네상스를 종결시킨 작품이다. 이후에도 KBS는 어린이 드라마를 계속 만들었지만, 요정 컴미와 매직키드 마수리 수준의 인기는 끌지 못했고, 결국 2014년의 마법 천자문을 끝으로 계보가 끊어진다. 애니판은 KBS 2TV에서 2008년 9월 26일부터 동년 12월 16일까지 4개월 동안 방송하였다. 어린이 드라마판의 후광에 힘입어 높은 시청률이 나올 거라고 예상하였으나, 저조한 시청률과 낮은 완성도로 인해 39부작으로 종영할 예정이던 작품을 13부작으로 조기 종영했다. 현재 해당 작품은 저작권 문제 때문에 DVD로만 구매가 가능하다. 2000년대에 서비스한 VOD는 역대급 저화질이다.... 일정회차를 정주행하다 보면 50회차 이상 넘는 분량에서 해당 드라마가 해리포터 시리즈에 다크판타지에 서스펜스를 곁든 장르라는 생각이 든다...

## 등장인물 & 마법도구
※ 출연자 이름은 드라마 배우이며, 괄호 안은 애니메이션 성우.

### 원로회의파 - 수리네가족
마수리 (마법나이 98세, 인간 나이 10세) - 오승윤 (김서영)
마법사 가족의 막내이자 주인공. 마법 수준은 할아버지에 비하면 걸음마 단계지만 아주 기초적인 것은 눈감고도 할 수 있다. 인간의 감정을 가장 빨리 배워 나가고 인간 세계에 많은 흥미를 가지고 있다, 어린나이에 사랑을 배워 한세은과 애정선이 흐르기도 한다. 가끔씩 마법세계에서 날아온(돌연변이 마법사 탈출을 감안하여 마법세계로 아예 오라고 할때) 전문이 올 때면 역시 애답게 철 없는 면도 보이고 있다. [[지팡이와 검의 위스토리아]]의 남주답게 무능력자이다.
마예예 (마법나이 137세, 인간 나이 17세) - 윤지유 (이미향)
수리의 누나. 예쁘장한 외모 때문에 인간 세계의 또래 남학생들에게 인기를 독차지하지만 예예는 그런 남자아이들에게 관심이 없다. 인간 세계에 적응해 나가는 것이 힘들어하며 다른 가족들은 모두 인간 세계에 잘 적응해 나가는데 자신만 낙오자가 되는 것 같아 고민스럽다. 마법사로서의 자신의 인생과 인간으로서의 인생을 비교하며 부모에게 반항을 하기도 해 가족들을 당황시킨다. 마법약 만들기를 좋아해 늘 새로운 마법약을 만들어 주위를 긴장시키는 트러블 메이커이기도 하다. 차츰 인간세계에 적응하고 착한 면을 많이 보여주기도 하였다. 엄마의 유전자를 받았던지 마법사고를 쳐도 대형사고지만 매우 뛰어난 마법실력을 보여주어 주위의 마법사들이 무척 놀라기도 한다. 후에 마법세계에서 마법학교를 대표하는 마법학교 전교회장이 된다.
마파람 (마법나이 675세, 인간 나이 65) - 김성겸 (김태훈)
수리의 할아버지로 마법 수준은 도사급. 조금은 권위적이고 고지식하다. 원로회의파의 권유로 가족들을 이끌고 인간 세계에 오긴 했지만 손자인 수리와 손녀인 예예가 잘 적응할 수 있을지 걱정한다. 1화에서 집주인이 집에 무단 침입한 가족을 경찰에 신고하려고 할 때 집주인 을 마인드 컨트롤하여 집을 불법 점거한다. 그러나 마법 세계를 구하는 일이기에 어려움을 감수하면서까지 인간 세계에 와야만 했다. 옆집에 사는 이슬이 할머니와 사사건건 부딪히며 정을 쌓아 나간다. 인간 세계에서 가장 편안한 시간은 옆집의 7살 난 꼬마 풀잎이와 마법세계에 대해 허심탄회하게 이야기를 나눌 때라고.. 그리고 이슬이 할머니와 애정선이 생기기도 한다. 그 후 집이 경매에 넘어가면서 풀잎이네와 살림을 합치게 된다. 가끔 병원에 가라는 독촉을 받기로 한다고... 후에 마법세계를 대표하는 간부급 정도의 대우를 받기도 한다.
마풍운 (마법나이 433세, 인간 나이 43세) - 김규철 (홍시호)
수리의 아버지. 자신이 마법사인 것이 늘 자랑스럽다. 인간 세계에서 자신과 같은 나이의 가장들을 보며 ‘왜 저렇게 힘들게 살고 있는지’를 고민한다. 얼떨결에 직업을 화가라고 말하고는 마법의 붓을 이용해 그림을 그려 화가로 성공한다. 하지만 나중에는 정말 그림의 매력에 빠져 직접 그림을 그리지만 실력은 형편없다. 이슬이 아빠와 많은 이야기를 나누며 인간들을 탐구한다. 철이 들 무렵에 자신의 아내가 무림남녀에게 마법혈에 걸리는 바람에 같이 마법세계로 다시 귀환한다.(~193회) 만약 아내가 마법혈에 걸리지 않았더라면 인간세계에 좀 더 오래있을수도 있었다. 아내의 마법혈을 고치고 돌연변이를 제거할 새로운 마법도구를 만들어서 인간세계에 오려고 했지만 돌연변이가 마법세계와 인간세계를 통하는 문을 차단시켜서 무산되었다. 후에도 마법세계에 사정때문에 인간세계에 오지 못했다.
안지니 (마법나이 398세, 인간 나이 38세) - 김나운 (조현정)
수리의 엄마. 마법 최고학교를 수석으로 졸업할 만큼 마법 실력은 뛰어 나지만 간혹 치명적인 실수를 해서 가족들을 긴장시킨다. 옆집의 이슬이 엄마와 붙어 다니며 이슬이 엄마의 행동을 외워 두었다가 집에 와서 꼭 실습을 해 본다. 이슬이 엄마가 하는 대로 따라 하는 것이 인간 세상을 빨리 배워 나가는 것이라고 생각해 늘 이슬이 엄마와 붙어 다닌다. 가족 중 인간 세계에서의 적응이 가장 빠르며, 인간 세계의 주부들이 남편에게 바가지 긁는 행동을 무척 흥미롭게 관찰한다. 무림남녀에게 마법혈에 걸려 남편과 함께 마법세계로 다시 귀환한다.(~193회) 약만마법혈에 걸리지 않았더라면 인간세계에 좀 더 오래있을수도 있었다. 자신의 마법혈을 고치고 돌연변이를 제거할 새로운 마법도구를 만들어서 인간세계에 오려고 했지만 돌연변이가 마법세계와 인간세계를 통하는 문을 차단시켜서 무산되었다. 후에도 마법세계에 사정때문에 인간세계에 오지 못했다.
마패 - 박충선 (문관일)
수리의 종조부. 마파람의 동생이지만 나이차가 많은 탓에, 마풍운에게는 작은아버지라기보다는 형뻘이다. 상당한 마법실력을 갖고 있어 젊었을 때는 사고를 많이 치기도 했지만, 지금은 비교적 조용히 사는 편이다. 그리고 마파람의 시종을 들기도 한다. 가끔씩 마파람이 마법세계로 안 가고 대신에 마패가 자꾸 가는 것을 보면 알 수 있다. 초반에 진솔미 선생님을 사모했다가 그녀가 유학을 떠나자 같이 지내온 백장미에게 호감을 느끼게 되고 점차 애정선으로 바뀌어서 백장미 친구인 신석하한테 질투심을 느껴 프로포즈를 하게 된다. 끝에는 백장미의 남편이 된다. (애니판) 사마에 의해 마녀회의파 소굴에 갇혀 있었지만 탈출에 성공해 지금은 수리네 집에서 같이 살고 있다.
이강호 (마법나이 210대, 인간나이 21세) - 고두옥
원로회의파 의장 아들. 무림여, 무림남이 오기전 쌍둥이 돌연변이 마법사를 제거하고자 온 마법사. 인간세계에 온 다른 원로회의파 보다 마법이 강하다. 인간세계를 배우기 위해 이슬이 아빠네 장난감가게에서 알바를 하면서 함께 일하던 김강희와 애정관계로 발전한다. 쌍둥이돌연변이마법사를 쉽게잡았을만큼 마법이 강하다.

### 이슬이네 가족 (인간)
최이슬(10세, 샛별초등학교 3학년) - 김희정 (서지연)
수리의 인간 세계 여자 친구. 예쁘고 착하지만 가끔은 새침떼기같은 행동도 한다. 하고 싶은 이야기가 있으면 누구 앞에서나 똑 부러지게 말한다. 최근의 가장 큰 관심사는 옆집에 이사 온 친구 수리다. 수리는 다른 남자아이들처럼 유치하지 않아서 마음에 든다. 수리의 무뚝뚝함과 왠지 모를 신비로움이 이슬이를 더욱 설레게 만든다.381회쯤에 마법 기운을 느꼈다가 384회쯤에 이슬이가 자기의 힘으로 마법 기운을 없앴다.
최풀잎(6세, 샛별초등학교 1학년) - 한보배 (안영아)
이슬이의 여동생. 이 작품의 진 히로인. 수리네 가족이 마법사라는 것을 알고 있는 유일한 인간으로, 수리네 가족이 마법을 쓰는 것을 많이 봤다. 그러나 그것을 굳이 누군가에게 말해야 할 필요성은 느끼지 못한다. 수리 할아버지를 쫓아다니며 빗자루를 태워 달라고 조르기도 하고, 집 전체를 과자로 만들어 달라며 막무가내로 때를 쓰기도 하지만 수리 할아버지가 유일하게 마음을 터놓고 얘기할 수 있는 인간 친구이다. 나중에는 7명의 돌연변이 제거에 도움이 될만한 인간 최초의 메인 마법사가 된다.
염정순(64세) - 남능미
이슬의 할머니로, 나이는 들었지만 세련됐다. 노인 대학에 다니고 있으며 걸어 다니는 잡학사전이라 불린다. 새로 이사 온 꼬장꼬장한 수리 할아버지와 사사건건 부딪치면서 조금씩 정이 든다. 옳지 못한 행동을 보면 꼭 그 자리에서 말을 해주어야 직성이 풀린다는 점에서 이슬이가 할머니를 많이 닮았다.
최기수(44세) - 이두일 (문관일)
이슬·풀잎이의 아빠로, 장난감 가게를 운영 중이다. 허풍이 최대의 흠이자 장점이며 가족들을 누구보다 사랑하고 아낀다. 옆집 수리 아빠는 다른 사람들처럼 거짓말을 거짓말로 듣지 않고 너무나 진지하게 받아 들여서 당황하게 만든다. 수리 아빠와 친해지고부터 믿기지 않을 정도로 일이 술술 잘 풀린다.
이미란(37세) - 윤유선 (김선혜)
이슬이의 엄마로, 정이 많아 새로 이사 온 수리네 가족들에게 많은 관심을 기울인다. 허풍쟁이인 남편을 길들이기 위해 일부러 더 바가지를 긁지만 마음이 내킬 때는 애교도 만점인 아내다. 수리 엄마와 마치 오래된 친구처럼 늘 붙어 다닌다. 맨 마지막에 실제로 출산하는데, 이 때 매직키드 마수리의 제작진이 같이 그 출산 장면을 촬영했다고 한다.
김강희(21세) - 이인혜
자신의 사촌오빠를 대신해서 이슬이 아빠네 장난감가게 알바를 하러 온 대학생. 쌍둥이 돌연변이 마법사한테 나이를 속여가며 반말로 일관하고 예예와 신경전을 벌이기도 하는 등 초반에는 사고를 엄청 쳐대며 철없는 대학생의 면모를 보여주기도 하지만, 이강호를 좋아하면서부터 철이 확 들어버렸다. 그렇게 되어 점차 이강호와 연인관계로 발전하게 된다.
이경호(16세) - (미상)
초반에 나오는 대단한 사고뭉치로 이슬이 엄마의 조카로 이슬이와 풀잎이의 사촌오빠. 예예를 처음보는 순간에 훅 빠져서 예예를 사모하게 되는 남자학우들의 사이에 끼게 되는데 어느 순간에 사라져 버렸다.

### 마녀회의파
백장미 - 박형선 (김선혜)
마녀회의파에서 나자루와 함께 인간세계로 파견한 마법사. 수리 엄마인 안지니와 마법학교 동창이며, 수리네 가족들이 인간 감정을 배우는 것을 방해하고 괴롭힌다. 나름대로 계획을 세우고 일단 실행하는 데까지는 성공하지만 그럴 때마다 수리, 예예와 마패의 방해로 완전히 성공하지는 못한다. 외모처럼 성질이 사나우며 나자루에게 화풀이를 하는 것이 일상이다. 마녀회의파에서 내린 임무를 거역하자 지하세계로 수감되고, 후에 형체가없는 초록색불덩이 돌연변이 마법사가 백장미 몸속으로 들아가 마법세계의 지하감옥을 나와 인간세게로 와서 수리네 식구들에게 마법세계 상황을 알려준 후 (형체가 없는 초록색 불덩이 돌연변이 마법사에 의해) 원로회의파로 전향하고 원로회의파에게 엄청난 공을 들이며 많은 도움을 준다. 후에 마패와의 애정이 깊어지며 끝내는 프로포즈까지 받는다. 원로회의파로 전향한건 백장미 스스로 한게 아닌 형체가없는 파란색 불덩이 돌연변이 마법사의 조종에 어쩔수 없이 전향을 하였지만 백장미는 자신을 이용하고 이렇게 만든 마녀회의파로 전향하기 싫다며 마녀회의파로 전향하진 않는다.
나자루 - 김상태 (전태열)
마녀회의파에서 백장미와 함께 인간세계로 파견한 마법사. 백장미의 부하로, 그다지 포악해보이지는 않고 오히려 다소 멍청해보일 정도로 순박한 면이 있다. 백장미가 작전에 대해 설명할 때 동문서답을 하는 탓에 그녀에 속을 태우기도. 후에 원로회의파와 아주 각별한 사이가 된다. 백장미가 지하세계로 갈때 나자루도 같이 갔지만, 형체가없는 초록색불덩이 돌연변이 마법사에 의해 다시 인간세게로 오게 된다. 나자루가 마지막에 마법열쇠를삼킨마법사 둘을 잡는다.
형체가 없는 초록색불덩이 돌연변이 마법사
마법세게 지하세계에 수감되어있던 백장미 몸속에 들어가 인간세계로 와서 백장미를 조정함. 나중에는 백장미 안에 있는 것이 마예예한테 들켜 원로회의파에게 모습을 보이고, 나자루 몸속으로 들어감. 후에 원로회의파와 싸우는도중 원로회의파를 앞도적으로 밀어붙이던 와중 하늘에서 내리는 비 에 의해 죽게된다. 백장미 몸속에 있을땐 원로회의파를 방해하고, 나자루몸속에 들어갔을땐 원로회의파로 전향한 백장미를 없애려고 하는 마음을 알 수 없는 형체가없는 초록색불덩이 돌연변이 마법사. 이 회차가 방영된 날짜가 정확히 매직키드 마수리의 반환점을 돈 248화인데, 불행히도 이 때 [[대구 지하철 참사]]가 났다.
쌍둥이자매 (돌연변이 쌍둥이 마법사)
돌연변이 쌍두이. 합체와 분리가 자유로우며 두 마법분리했을겨우너용하기 때문에 마법 수준이 높은 편이다. 마수리네의 집에 역대급 방해 공작을 놓는다.
무림여 - 김민정
마녀회의파에서 쌍둥이 마법사인 돌연변이 마법사의 뒤를 이어 다음으로 온 마법사로, 마법세계에서 형체가없는 초록색불덩이 돌연변이 마법사에 의해 무림남과 함께 인간세계로 파견한 마법사. 수리엄마에게 무림남과 함께 마법혈을 걸고 나중에 돌연변이 마법사에게 당해 무림남과 함께 사라졌다..
무림남 - 김병만
마녀회의파에서 쌍둥이 마법사인 돌연변이 마법사의 뒤를 이어 다음으로 온 마법사로, 마법세계에서 형체가없는 초록색불덩이 돌연변이 마법사에 의해 무림녀와 함께 인간세계로 파견한 마법사. 수리엄마에게 무림녀와 함께 마법혈을 걸고 나중에 돌연변이 마법사에게 당해 무림녀와 함께 사라졌다. 사라지기전 수리엄마에게 마법혈을 건 잘못을 반성하였다.
민수희 - 민수진
마녀회의파에서 무림남, 무림녀 다음으로 온 마법사로, 마녀회의파 의장 조카. 원로회의파와 같이 살게 된 마법사.
민호수 - 최태준
마녀회의파에서 무림여, 무림남 다음으로 온 마법사, 마녀회의파 의장 조카, 원로회의파와 같이 살게 된 마법사.

### 학교 친구들, 선생님들

#### 4-2 (2002년)
김지훈 - 이홍기
강철구 대신 오게 된 새로운 수리 인간친구. 처음에는 어머니의 고액과외 때문에 쉽게 사학년부의 수리 친구들과 친해지지 못했다. 차차 수리랑 엮이게 되면서 수리와 그의 친구들과 친해지게 되고 가끔씩 발명과 외계인, 마법사가 있다면서 수리를 놀라게 한다. 가끔씩 엉뚱하게도 타임머신을 만들기도 하지만 수학도 잘해서 똑똑한 유일한 부잣집 아들이다.
정하늘 - 유현지
처음에는 까칠한 면을 보여주고 옷을 자주 갈아입어서 공주병 소리 듣는 듯하더니 이내 깨나 달라졌다. 수리를 걱정하고 챙겨주는 수리를 좋아하는 친구. 5학년 때는 수리랑 같은 반이 되지 않아서 드물게 등장하였다.
이나라 - 박다래
시골 이철구의 여자친구. 형사가 되고 싶은 꽤나 깡이 있는 친구. 역시 5학년 때는 수리랑 같은 반이 되지 않아서 드물게 등장하였다.
이영선 - 장다윤
지훈이와 같이 등장. 가난하지만 할머니를 잘 챙기는 가슴 따뜻한 여자애. 은근히 지훈이에게 관심을 보이기도 한다. 역시 5학년 때는 수리랑 같은반이 되지 않아서 드물게 등장하였다.
박호태 - 한선구
약간 식성이 좋은 통통한 친구. 초반부에는 철구와 다니며 수리 괴롭히기에 열연하고 있었는데, 수리와 철구가 친해지게 되어서 이슬이와 수리의 친구들과들 친해지게 되었다. 한때는 철 없이 자기가 짱이 되고 싶다는 생각도 했다. 후반에는 아버지의 사업실패로 인해서 도둑질과 방황으로 잠시 혼란기를 겪기도 했으나 수리의 믿음으로 인해 다시 좋은 친구로 변하게 되었다. 역시 5학년때는 수리랑 같은반이 되지 않아서 드물게 등장하였다.
강철구 - 이요섭
초반부에는 처음 얼굴을 보인 수리를 괴롭히고 이슬이와 하늘, 나라를 못 살게 구는 매우 까칠하고 불량소년으로 있었지만, 수리가 먼저 손을 내밀고 마음의 문을 열어서 철구를 반기자 따뜻한 마음씨를 가지고 받아주어서 친해졌다. 거의 초반에 마녀회의파 나자루의 꼬임에 빠질때도 있었다. 부모님이 이혼하셔서 아버지와 함께 거주하고 있지만, 거의 초중반부에 어머니를 따라 대전으로 가게 되어 한마디로 전학가서 더 이상 얼굴을 드러내지 않는다. 호태가 철구랑 가장 절친이어서 철구가 전학을 가게 될 때 가장 슬퍼하였다.
진솔미 - 송희아
4-2 담임선생님. 마패와 호감을 가지고 만나다가 유학으로 인해 헤어지게 되었다. 애들에게 친절하여 매우 단정한 면모의 여선생을 보여주는데, 중반부에 유학가서 돌연변이 마법사 등장 이후에 등장하지 않다가 맨 끝에 한국으로 귀국하여 다시 샛별초등학교에 선생으로 들어가게 되며 황보 현 선생님과 만나게 된다.

#### 5-3 (2003년)
강은비 - 장미현
매우 발랄하여 명랑하고 쾌활하여 초등학생의 마당발이다. 딸부잣집의 막내딸인듯 보인다. 매우 엽기적이여서 남의 물건 함부로 만지기도 한다. 장난감가게 처음 등장했을 당시에 수리 사촌형인 이강호한테 반해서 초등생의 사랑을 보여주기도 하였지만 실패로 끝나게 된다. 무척 발랄하여 세은이와 대조적인 성격을 지녔음에도 불구하고 한세은과 잘 지내는것 보면 신기할 정도. 왠지 자신의 반에 분위기 메이커일듯 하다.
한세은 - 정인선
중반에 등장하는 소심하지만 무척이나 센스있는 여자애. 매우 발랄한 은비와 다르게 대조적인 성격을 가지고 있다. 처음에 등장할 당시에 이슬이와 적대관계를 두며 매우 신경전을 펼쳤지만 이슬이의 먼저 선빵인 손내밀기로 살짝 친해지다가 주위 친구들 도움을 얻어 이슬이와 완전 친해졌다. 수리를 두고 이슬이와 삼각관계를 두어 승리자가 되었다. 중후반부에는 수리 여자친구이다. 매우 침착한 성격으로 있다 성격이 바뀌는 마법약 때문인지 주위를 놀라게 면도 보여주고 있다.
김지훈 - 이홍기
같은 반으로, 이슬이와 함께 올라오게 되었다. 여전히 수리, 어른 마법사들, 외계인 미생물체 같은 과학적으로 풀리지 않는게 있다고 믿는다.수리와 어른 마법사들의 정체에 대해 알기 위해 마법세계 가보고 싶어서 환장해 마법 감지기까지 만드는 중에 풀잎이가 마법 으로 마법 감지기줄을 없애 면서 수리의 정체는 알지도 못하고 실패 했다. 하지만 뛰어난 과학실력을 가지고 있는 듯 하다. 마법과 외계인 감지기등 여러가지를 만들고 과학적 용어를 아는 걸로 보면 알 수 있다. 거의 후반부에 수리와 호수랑 예예친구들과 미팅을 하는 듯 엄청난 말썽을 일으키기도 했다.
황보 현 - 강용석
5-3 담임선생님. 처음 등장시에는 무척 말썽을 일으키는 사고뭉치 선생으로 나와서 교감선생에게 무척 잔소리를 듣기도 하였다. 상당한 춤실력을 지니고 있는듯 보인다. 마법세계 관찰기를 읽고 이슬이 엄마를 마법사로 오해하는 면모도 보이는 등 무척 나자루와 비슷한 성격을 가지고 있다. 사랑의 마법사탕으로 인해 민수희에게 사랑을 느끼기도 한다. 5학년 담임을 맡았을 당시에는 자신의 학생들과 친구와 형처럼 지내는 등 매우 편한 존재로 인식된다. 후에 무지개 어린이 상담소를 나자루와 마패에게 인수인계를 받고 운영한다.

### 기타
최유라 - 박세영(특별출연)
마예예의 친구이며, 수리, 지훈이, 호수 등 나이와 이름을 속이고 자기 친구들이랑 미팅한 것으로 알아챘다.
정훈
이슬이네 장난감 가게에서 알바했던 청년. 강희의 사촌오빠
정민 - 박지빈
풀잎이의 친구. 처음에는 보육원에 있다가 나중에 엄마랑 같이 살게된다.

## 제작진
- 기획: 김광필, 권인제, 서용우
- 원작·극본: 권인찬
- 프로듀서: 박인식, 전형진, 이훈미, 나현채, 정창래, 이래혁, 이현구
- 총감독·감독: 최정국
- 미술감독: 이회영
- 캐릭터·소품디자인: 위현수
- 상품디자인: 조현민, 박정근
- 배경감독: 이회영, 천승우
- 색채설계: 윤태호, 이진양
- 콘티: 최정국, 이종경, 김종근, 최훈철, 김도식, 고승현
- 원·동화연출: 최정국, 정동원, 송근식, 김진성, 서석희, 장현석, 김정희, 권은경
- 레이아웃: 서석희, 엄인식, 남현식, 김광용, 김문성, 장현석, 남문식
- 원화작감: 김영훈, 송현주, 백경현, 이연아, 김정희, 권은경
- 원화감독: 김진성, 배기용
- 원화: 조영호, 조광흠, 남지현, 차상엽, 김익환, 이정석, 임종철, 김재웅, 김진영, 서동현, 김주한, 김용오, 박진희, 주진희, 정현주, 이옥미, 정영일, 배용오, 김광용, 조용호, 남지현, 이혁수, 허대규, 최진현, 김진성, 배기용
- 동화작감: 김정실
- 동화: 강태현, 김미숙, 김성희, 김은정, 김자연, 김정아, 김지연, 김지영, 박경미, 박설희, 박은정, 박정인, 박혜란, 서미경, 서선영, 성은희, 신미나, 오란경, 오황식, 오허진, 원미향, 이문희, 이윤희, 이은경, 이현숙, 정경미, 황미란
- 디지털검사: 고진영
- 화이널: 조영라, 고진영
- 배경: 성대용, 차주선, 김대환, 안성용, 홍석훈, 이대명, 최준호, 최현진
- 스캔: 황문섭, 안용현, 이순환
- 칼라팀장: 안미현
- 칼라부팀장: 나문희
- 칼라: 안미현, 나문희, 김은희, 황경아, 노영미, 차미영, 이지영, 황선경, 이정숙, 손희수, 이승민, 윤정옥, 김남희, 윤부근
- 촬영감독: 고성직, 정주리
- 촬영팀장: 고성직, 노봉용
- 촬영: 노봉롱, 황수진, 김은희, 김가영, 박영, 이관현
- 제작진행: 홍현숙, 박지윤, 전원섭, 이남식, 황문섭, 마황오, 강성진, 남은영
- 편집: 포포로스튜디오, 나현채
- 뮤직 스코어링: 김태기, 윤준호, 홍지연
- 사운드 슈퍼바이저: 김희집
- 오디오 제작·편집: GG Sound Studio
- 녹음·믹싱: 서원영, 최현주
- 사운드 디자인: 이에스더, 서원영
- 음악감독: 이상호
- 편집감독: 양세균, 김기환
- 제작편집: 이병희, 이진욱
- 컴퓨터 그래픽: 황은서
- 국내마케팅: 이훈미, 서용우
- 외해마케팅: 전형진, 서은하
- 제작: KBS 교양 문화국, 키즈피아, 은아트 애니메이션, 닉 엔터테인먼트

## 방송 시간
| 방송 채널 | 방송 기간                          | 방송 시간                     |
| --------- | ---------------------------------- | ----------------------------- |
| KBS 2TV   | 2002년 2월 18일 ~ 2002년 3월 29일  | 매주 평일 오후 5시 ~ 5시 30분 |
| KBS 2TV   | 2002년 4월 1일 ~ 2002년 10월 25일  | 매주 평일 오후 5시 30분 ~ 6시 |
| KBS 2TV   | 2002년 10월 28일 ~ 2004년 2월 27일 | 매주 평일 저녁 6시 30분 ~ 7시 |

## 결방 사유
2002년
- 5월 1일 - 월드컵 D-30 특별기획 <월드컵 열풍 코리아 코리아로> 편성으로 인한 결방
- 5월 10일 - 제72회 춘향제 전국 춘향 선발대회 1~2부 편성으로 인한 결방
- 6월 4일 ~ 6월 10일 - 2002년 FIFA 월드컵 중계방송으로 인한 결방
- 6월 25일 - 2002 한일 월드컵 특집 편성으로 인한 결방
- 9월 20일 - 추석특집 프로그램 편성으로 인한 결방.
- 10월 7일 - 2002년 아시안 게임 여자축구 <한국 VS 일본> 중계방송으로 인한 결방
- 10월 10일 - 2002년 아시안 게임 여자배구 <한국 VS 중국> 중계방송으로 인한 결방
- 10월 11일 - 2002년 아시안 게임 여자축구 <대한민국 VS 중화인민공화국> 중계방송으로 인한 결방
- 11월 6일 - KBS 스포츠 2002 프로야구 한국시리즈 3차전 《삼성 라이온즈 VS LG 트윈스》 중계방송으로 인한 결방
- 11월 8일 - KBS 스포츠 2002 프로야구 한국시리즈 5차전 《삼성 라이온즈 VS LG 트윈스》 중계방송으로 인한 결방
- 12월 12일 - 특집 뮤직뱅크 편성으로 인한 결방
- 12월 26일 - 송년특집 뮤직뱅크 편성으로 인한 결방

2003년
- 4월 9일 - 한국프로농구 2002-03 챔피언결정전 4차전 《대구 동양 오리온스 VS 원주 TG》 중계방송으로 인한 결방
- 6월 20일 - KBS 스포츠 2003 프로야구 《삼성 라이온즈 VS SK 와이번스》 중계방송으로 인한 결방
- 6월 26일 - 뮤직뱅크 <2003 상반기 결산> 편성으로 인한 결방
- 9월 9일 - 뉴스특보 편성으로 인한 결방
- 9월 10일 - 추석특집 <스타 퍼즐쇼> 편성으로 인한 결방
- 9월 11일 - 추석특집 <뮤직쇼 체인지> 편성으로 인한 결방
- 9월 12일 - 추석특집 <폭소 청백전> 편성으로 인한 결방
- 10월 21일 - KBS 스포츠 2003 프로야구 한국시리즈 4차전 《현대 유니콘스 VS SK 와이번스》 중계방송으로 인한 결방
- 10월 24일 - KBS 스포츠 2003 프로야구 한국시리즈 6차전 《현대 유니콘스 VS SK 와이번스》 중계방송으로 인한 결방
- 11월 4일 - 국제 청소년 축구대회 <한국 VS 슬로바키아> 중계방송으로 인한 결방
- 11월 7일 - 아시아 야구 선수권 대회 <한국 VS 일본> 중계방송으로 인한 결방
- 12월 26일 - 뮤직뱅크 2003 연말결산 편성으로 인한 결방

2004년
- 1월 14일 - FIBA 아시아 여자 선수권 대회 <대한민국 VS 일본> 중계방송으로 인한 결방
- 1월 16일 - FIBA 아시아 여자 선수권 대회 <대한민국 VS 중화인민공화국> 중계방송으로 인한 결방
- 1월 19일 - 뉴스특보 편성으로 인한 결방
- 1월 21일 - 설 특집 <최고의 만남> 편성으로 인한 결방
- 1월 22일 - 설 특집 <빅스타 열전> 편성으로 인한 결방
- 1월 23일 - 설 특집 뮤직뱅크 편성으로 인한 결방

## 특집 프로그램 편성
- 2002년 12월 25일 - 매직키드 마수리와 함께하는 캐럴여행

## 주제가

### 오프닝곡
- 작사 : 권인찬
- 작곡·편곡 : 장소영 & TMM
- 노래 : 김희정

### 엔딩곡
- 작사·작곡 : 이상호
- 노래 : 정상기, 이신애, 김미성, Team Hesed

## 매직키드 마수리 - 애니메이션 회차정보
| 화수   | 부제 (서브 타이틀)          | 콘티          | 원·동화연출                                  | 레이아웃      | 원화작감                      | 방송일          |
| ------ | --------------------------- | ------------- | -------------------------------------------- | ------------- | ----------------------------- | --------------- |
| 제1화  | 무지개 핵의 비밀            | 최정국        | 최정국 정동원                                | 서석희 엄인식 | 김영훈 송현주                 | 2008년 9월 26일 |
| 제2화  | 인간세계로 온 백장미        | 이종경        | 송근식 김진성                                | 남현식 김광용 | 백경현 이연아                 | 10월 3일        |
| 제3화  | 백장미를 잡아라!!!          | 이종경        | 송근식 김진성                                | 남현식 김광용 | 백경현 이연아                 | 10월 10일       |
| 제4화  | 마법주사의 눈물             | 김종근 최훈철 | 송근식                                       | 남현식 김문성 | 백경현 이연아                 | 10월 17일       |
| 제5화  | 마법사가 된 풀잎            | 김종근        | 최정국, 정동원 서석희, 장현석 김정희, 권은경 | 서석희 장현석 | 김정희, 권은경 김진성, 배기용 | 10월 24일       |
| 제6화  | 코야의 진실                 | -             | -                                            | -             | -                             | 10월 31일       |
| 제7화  | 미소의 아름다온 힘          | 김도식 고승현 | 송근식                                       | 남현식 김문성 | 이연아 백경현                 | 11월 7일        |
| 제8화  | 풀잎, 투명 마법에 성공하다! | 김도식 고승현 | 송근식                                       | 남현식 김문성 | 이연아 백경현                 | 11월 14일       |
| 제9화  | 마법동물 둥둥이             | 김도식 고승현 | 송근식                                       | 남문식 김문성 | 이연아 백경현                 | 11월 18일       |
| 제10화 | 석상이 되어버린 백장미      | -             | -                                            | -             | -                             | 11월 25일       |
| 제11화 | 마법 오르골                 | -             | -                                            | -             | -                             | 12월 2일        |
| 제12화 | 안녕 마법사의 꿈            | -             | -                                            | -             | -                             | 12월 9일        |
| 제13화 | 마법의 힘                   | -             | -                                            | -             | -                             | 12월 16일       |

### 주해
1. ↑  원화감독
2. ↑  원화감독

| KBS 2TV 어린이 드라마                                                                           | KBS 2TV 어린이 드라마                                                                   | KBS 2TV 어린이 드라마                                                          |
| 이전 작품                                                                                       | 작품명                                                                                  | 다음 작품                                                                      |
| ----------------------------------------------------------------------------------------------- | --------------------------------------------------------------------------------------- | ------------------------------------------------------------------------------ |
| 요정 컴미 2000년 3월 6일 ~ 2002년 2월 15일                                                      | 매직키드 마수리 2002년 2월 18일 ~ 2004년 2월 27일                                       | 울라불라 블루짱 2004년 3월 2일 ~ 2004년 12월 29일                              |
| KBS 2TV 매직키드 마수리 시리즈                                                                  |                                                                                         |                                                                                |
| -                                                                                               | 매직키드 마수리 2002년 2월 18일 ~ 2004년 2월 27일                                       | 마법전사 미르가온 2005년 1월 3일 ~ 2005년 12월 1일                             |
| KBS 2TV 금요 애니메이션                                                                         |                                                                                         |                                                                                |
| 제트레인저 (2008년 2월 15일 ~ 2008년 9월 19일)                                                  | 매직키드 마수리 (2008년 9월 26일 ~ 2008년 11월 14일) - 9화 이후 방송분은 화요일로 이동. | 내 사랑 미운 오리 새끼 (2008년 11월 21일 ~2008년 11월 28일) - 화요일에서 이동. |
| KBS 2TV 화요 애니메이션                                                                         |                                                                                         |                                                                                |
| 내 사랑 미운 오리 새끼 (2008년 8월 5일 ~ 2008년 11월 11일) - 14회, 15회 방송분은 금요일로 이동. | 매직키드 마수리 (2008년 11월 18일 ~ 2008년 12월 16일) - 금요일에서 이동.                | 요랑아 노래하자 (2008년 12월 23일 ~ 2008년 12월 30일) - 4부작 방영.            |